# Ticket to Jerusalem
Ticket to Jerusalem és una pel·lícula franco-palestina de Rashid Masharawi estrenada el 2002.

## Argument
Jabber, un projeccionista itinerant, viatja de poble en poble dels territoris ocupats perquè els nens palestins tinguin accés al cinema. Coneix un professor que està organitzant una projecció a Jerusalem.

## Repartiment
- Gassan Abbas : Jabber
- Areen Omari : Sana
- George Ibrahim : Abu Anan
- Reem Ilo : Rabab
- Imad Farageen : Kamal
- Najah Abu Al-Heja : Ibrahim

## Distincions
Premi del Públic General al Festival Cinéma Tout Écran, a Ginebra l’octubre de 2002.